# Тимковский, Егор Фёдорович
Егор (Юрий) Федорович Тимковский  (1790, Полтавская губерния — 1875, Санкт-Петербург) — русский чиновник Азиатского департамента. Тайный советник. Историк-описатель.

## Биография
Родился 23 апреля (4 мая) 1790 года в деревне Згарская Тимковка (ныне село Згар) Золотоношского уезда Полтавской губернии. Происходил из дворянской семьи, сын почтмейстера.
Имел четырёх старших братьев — Илья (1773—1853), Иван (1778—1808) Василий (1781—1832), Роман (1785—1820) и 3 сестры, младшая из которых, Гликерия (1788—1829) была замужем за Максимовичем — их сын М. А. Максимович.
Начальное образование получил в пансионе при женском Золотоношенском Благовещенском монастыре. Затем учился три года в Киевско-Могилянской академии (до 1801) и в Переяславской духовной семинарии (1801—1804). В 1804 году поступил в академическую гимназию Московского университета.
Учился на словесном факультете Московского университета (1806—1811), который окончил кандидатом. В 1813—1820 годах занимал должность младшего секретаря канцелярии Совета Главного правления путей сообщения в Твери (с 1816 в Петербурге). С 1820 года — в Азиатском департаменте, в 1820—1821 в чине коллежского асессора на должности пристава сопровождал в Пекин русскую православную миссию.
В 1823—1830 годах был начальником отделения Азиатского департамента; в 1830—1836 годах — консул в Яссах.
В 1838—1845 годах был в отставке; 27 марта 1845 года с производством в чин действительного статского советника был принят снова на службу в Азиатский департамент — начальником отдела драгоманов; с 12 февраля 1852 по 3 января 1858 года был управляющим Санкт-Петербургским главным архивом Министерства иностранных дел, с 1866 года — членом Совета министра. В тайные советники был произведён 15 апреля 1856 года.
В трёхтомном сочинении «Путешествие в Китай через Монголию в 1820 и 1821 годы» (Ч. 1—3, 1824) Тимковский описал быт, хозяйство, нравы, обычаи и религию монголов, сообщил обширные сведения о Китае и его столице. Труд Тимковского был высоко оценён специалистами-востоковедами и переведён на английский, французский и немецкий языки. Сохраняет ценность как источник по истории монголов. Действительный член Императорского Географического общества с 8 мая 1846 года.
Умер от гангрены в Санкт-Петербурге 9 (21) февраля 1875 года, похоронен на кладбище Новодевичьего монастыря.
Был женат на Юлии Павловне Криницкой (21.06.1809—04.04.1876).

## Награды
- орден Св. Владимира 4-й ст. (02.02.1820)[8]
- орден Св. Анны 2-й ст. (11.07.1822; императорская корона к ордену — 05.10.1829)[9]
- знак беспорочной службы XXV лет (22.08.1846).
- орден Св. Владимира 3-й ст. (29.03.1836)[10]
- орден Св. Станислава 1-й ст. (19.06.1848)[11]
- орден Св. Анны 1-й ст. с императорской короной (1859)
- орден Св. Владимира 2-й ст. (1866)